# Kawasaki P-1
Kawasaki P-1 — японский патрульный самолёт, разработанный фирмой Kawasaki для сил самообороны Японии. Его создание призвано заменить стоящие на вооружении устаревающие самолёты Lockheed P-3 Orion. 
Первый серийный P-1 совершил полёт 25 сентября 2012 года.

## Разработка
Kawasaki P-1, наряду с C-2 и ATD-X «Синсин», является одним из крупнейших военных авиационных проектов Японии.

## Модификации
- XP-1 — прототип.
- P-1 — серийная модификация для Морских сил самообороны Японии.

## Тактико-технические характеристики
Технические характеристики
- Экипаж: 11 человек
- Длина: 38 м
- Размах крыла: 35,4 м
- Высота: 12,1 м
- Максимальная взлётная масса: 79700 кг
- Силовая установка: 4 × турбовентиляторный Ishikawajima-Harima F7

Лётные характеристики
- Максимальная скорость: 996 км/ч
- Крейсерская скорость: 833 км/ч
- Практическая дальность: 8000 км
- Практический потолок: 13520 м